# 住谷明日香
住谷 明日香（すみたに あすか）は日本のフリーアナウンサー。

## 経歴
大阪府柏原市出身。
2017年にNHK広島放送局から神戸局に異動し、夕方のニュースでリポーターを担当。その後、2019年4月に岐阜局に異動。2020年4月よりNTB所属のフリーアナウンサーとなり、同年12月よりメ～テレのニュース担当をしている。　

## 現在の担当番組
- とよたNOW（ひまわりネットワーク）
- メ～テレNEWS(メ～テレ）

## 過去の担当番組
- お好みワイドひろしま リポーター（2015,16年度）
- おはようちゅうごく キャスター
- ニュースKOBE発
  - リポーター・ジャズライブKOBE（2017年度）
  - 隔週キャスター（2018年4月9日 - 2019年3月29日）
- ぐるっと関西おひるまえ
- まるっと!ぎふ 隔週キャスター（2019年4月8日 - 2020年3月19日）
- みのひだ情報局